# Ekwa Msangi
Ekwa Msangi es una cineasta, productora y guionista estadounidense de origen tanzano.

## Biografía
Msangi nació en Oakland. Sus padres fueron becarios Fulbright que asistieron a la Universidad de Stanford en la década de 1980. Se crio en Kenia después de que su familia se trasladara al país cuando ella tenía cinco años.
En 1998, fue aceptada en la Tisch School of the Arts de la NYU, donde se licenció en cine y televisión. Inicialmente desanimada y confusa, su trayectoria cambió después de asistir a un curso del historiador del cine africano Manthia Diawara. También recibiría un máster en cine africano en la Gallatin School of Individualized Study de la misma universidad. Ahora enseña Producción y Estudios Culturales en su alma mater.
Empezó su carrera como productora y luego realizó cortometrajes premiados, como la comedia Soko Sonko (El rey del mercado), y varias series de televisión para emisoras kenianas. Sus películas han sido seleccionadas oficialmente en varios festivales mundiales, como el Africano de Nueva York y el Internacional de Durban. Es más conocida por su largometraje Farewell Amor, estrenado en el Festival de Cine de Sundance de 2020 y aclamado por la crítica.

## Filmografía parcial
- 2009: Block-D
- 2011: Taharuki
- 2016: Soko Sonko
- 2016: Farewell Meu Amor
- 2019: Farewell Amor